# Ficus dulciaria
Ficus dulciaria är en mullbärsväxtart som beskrevs av Armando Dugand. Ficus dulciaria ingår i släktet fikonsläktet, och familjen mullbärsväxter. Inga underarter finns listade i Catalogue of Life.